# Kommende Breitenbich

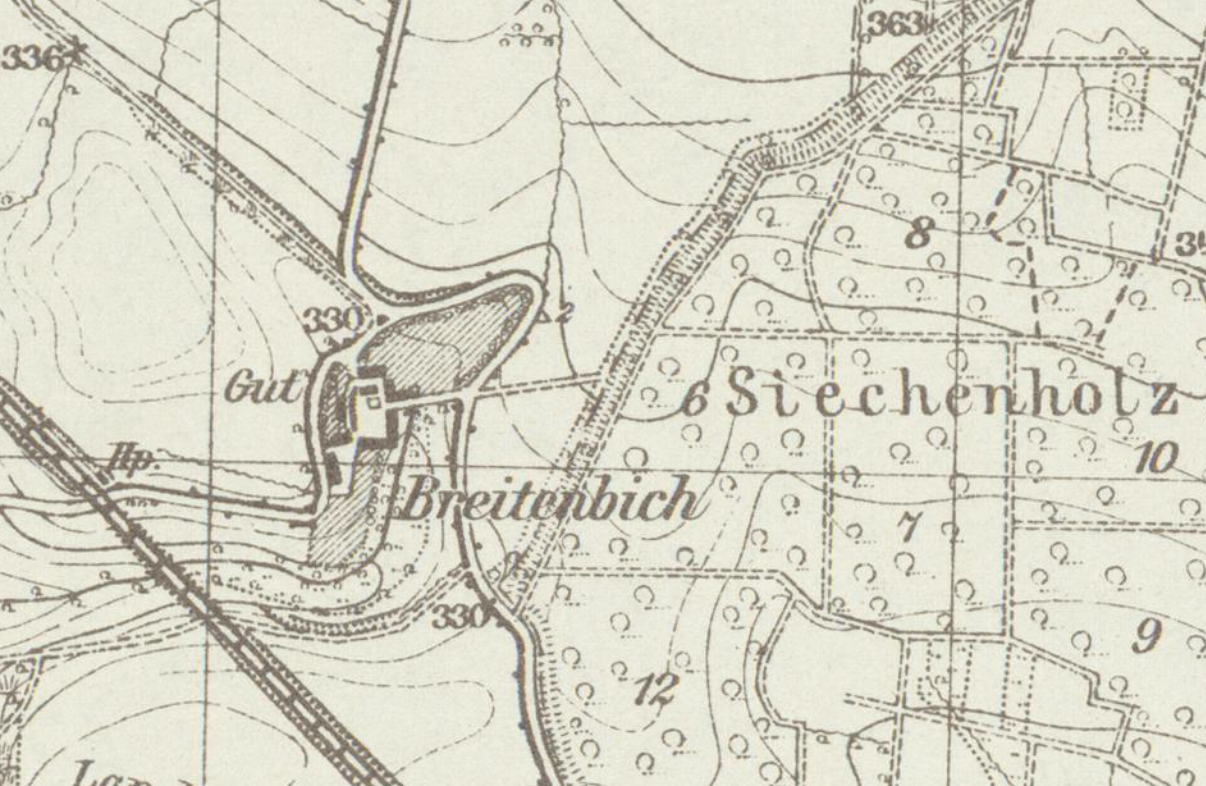
Breitenbich auf dem Messtischblatt 1:25000 Mühlhausen von 1868.

Die Kommende Breitenbich war eine Niederlassung des Lazarus-Ordens im Weiler Breitenbich bei Zella, einem Ortsteil der Stadt und Landgemeinde Dingelstädt (Landkreis Eichsfeld, Thüringen). Die Kommende ging aus einem Zisterzienserinnen-Kloster (Kloster Breitenbich) hervor, das in Breitenbich nur für wenige Jahre existierte und nach Zerstörungen um 1250 nach Anrode verlegt wurde (Kloster Anrode), und dessen Güter 1253 (teilweise?) dem Lazarus-Orden übertragen worden waren. Nach der Inkorporierung des Lazarus-Ordens in den Johanniterorden 1490/2 kam Breitenbich als Ordenshof an die ebenfalls an den Johanniterorden übergegangene Kommende Gotha. 1518/19 wurde der Hof in Breitenbich in Erbpacht gegeben. 1533 kam der Hof in den Besitz des Rates der Stadt Gotha, 1543 wurde der Hof endgültig verkauft.

## Lage
Der Weiler Breitenbich liegt auf der linken Seite der Unstrut östlich vom Dorf Zella bzw. nordwestlich von Horsmar im heutigen Unstrut-Hainich-Kreis in Thüringen. Südlich und östlich liegt ein größerer Wald Siechenholz genannt. Breitenbich ist immer wieder mit Breitenbach im früheren Kreis Worbis (heute Landkreis Eichsfeld) verwechselt worden, so auch noch in Walter Rödel in seiner Arbeit Werden und Wirken des Lazarus-Ordens. Ein Überblick mit besonderer Berücksichtigung der Ordenshäuser in Deutschland und der Schweiz.
Die genaue Lage des kurzlebigen Zisterzienserinnen-Klosters Breitenbich und auch die Lage der Lazaritenkommende sind jedoch nicht sicher bekannt, weder ob die Kommende an der Stelle des zerstörten Klosters lag, noch ob Kloster und/oder die Kommende an der Stelle des späteren Rittergutes lagen. Archäologische Untersuchungen wurden bisher noch nicht unternommen. Es können nur einige allgemeine Überlegungen zu Lage angestellt werden. Nach mündlicher Überlieferung soll das Kloster (und der spätere Kommendesitz?) 1.800 Schritt (knapp 1500 m) nordwestlich des jetzigen Ortes gelegen, in der Nähe des Forstortes Rosenhagen gestanden haben. 300 bis 500 Schritte südlich des Waldes Rosenhagen wurden in der Mitte des 19. Jahrhunderts bis auf die Gemarkung Zella reichende Mauerreste von Gebäuden entdeckt. 1369 tauschte das Kloster Anrode 20 Acker Land gelegen uff dem Hagin gegen 20 Acker Feld der Kommende Breitenbich im Apental bei Helmsdorf. Dies deutet eher darauf hin, dass das Kloster der Zisterzienserinnen tatsächlich im Rosenhagen lag, während die Gebäude der Kommende nicht dort gelegen sein können. Wenn mit der Niederlassung der Lazariten wie allgemein angenommen ein Hospital verbunden war, dann lag die Kommende eher an der heutigen Stelle von Breitenbich. Unmittelbar östlich von Breitenbich verläuft der Mühlhäuser Landgraben. Die damalige alte Straße verlief über Horsmar durch die Horsmarer Warte nach Breitenbich und von dort weiter nach Zella.
Nach Johannes Wolf soll in der Gegend nördlich von Zella aber auch der abgegangene Ort Germe(n)roth gelegen haben. Auch deshalb ist die Lage des alten Kloster der Zisterzienserinnen unsicher.

## Geschichte
Im Gegensatz zu Walter Rödel, der in seiner Arbeit Werden und Wirken des Lazarus-Ordens. Ein Überblick mit besonderer Berücksichtigung der Ordenshäuser in Deutschland und der Schweiz vom Jahr 1974 die Niederlassung der Lazariten in Breitenbich lediglich als Ordenshof bezeichnet, der von der Lazariten-Kommende Gotha und dem dortigen Kommendator verwaltet worden sein soll, war Breitenbich seit mindestens 1274 bis 1489 eine eigenständige, und sogar nicht unbedeutende Kommende. Sie war in 13. und 14. Jahrhundert sogar zeitweise Sitz des Landkomturs von Thüringen des Lazarus-Ordens, wie die Urkunden von 1267 und 1369 zeigen. 1278 stellte hier sogar der Meister der Ordensprovinz Alemannia eine Urkunde aus.
Um 1200 sollen die Reichsministerialen Werner von Salze genannt von Schifferstein (Wernerus a Scriverstein), Konrad von Alt-Mühlhausen (Conradus de Aldinmulhin) und Johann von Bodenstein (Johannes de Botinstein) Güter in Breitenbich der dortigen Kirche zur Ausstattung eines Nonnenklosters übergeben haben. Nach Johannes Wolf kann dieses Datum jedoch nicht stimmen. Wann genau das Kloster in Breitenbich nun gegründet wurde, ist nicht bekannt, Johannes Wolf vermutet die Zeit von 1230 bis 1240. Während des thüringisch-hessischen Erbfolgekrieges (1247–1263) wurden die Gebäude zerstört oder zumindest schwer beschädigt. Die Nonnen flohen nach Mühlhausen. Das zerstörte Kloster, die Kirche und die Güter in Breitenbich wurden am 28. April 1253 von den Erben des Stifters Werner von Schifferstein, Conrad von Altmühlhausen und Raboto von Diedorf sowie der Schwester des Conrad von Altmühlhausen mit Zustimmung des Propstes Otto von Breitenbich dem Lazarus-Orden übertragen. Vermutlich wollten die Erben Wicherus de Botenstein und seine Frau Adelheid die Schenkung nicht anerkennen. 1288 zogen sie die Klage gegen eine Geldzahlung von 3 Mark Silber zurück. Es wurden jedoch nicht alle Güter übertragen, denn das Kloster Anrode (als Nachfolger des Klosters Breitenbich) behauptete bis 1369 20 Acker im Rosenhagen, (nord)westlich von Breitenbich.
Am 21. Januar 1267 Januar beurkundete Burkard gen. v. Salza, Prokurator und Meister der Lazaritenhäuser in Thüringen (später Landkomtur genannt), einen Tausch zwischen dem Kloster Volkenroda und dem Lazaritenhaus Breitenbich. Der Konvent in Breitenbich gab eine Hufe zu Graba (Großgrabe), die einst den Söhnen von Bruder Heinrich Vastmude von Mühlhausen gehört hatte, gegen vier Hufen in Germenroth (wüst gefallen nördlich von Zella), und westlich an den Hof von Breitenbich anschließend. Die Ausstellung der Urkunde in Breitenbich zeigt auch, dass zu diesem Zeitpunkt die Ordensgebäude zumindest teilweise schon (wieder) hergestellt oder neu aufgebaut worden waren. Allerdings ist noch kein Kommendator im Amt, sondern nur ein Provisor, ein Bruder Reinhardus.
Am 30. Mai 1273 ermächtigte Bruder Heinrich von Graba, Meister des Lazarusordens in Deutschland (Frater H., magister ordinis sancti Lazari per Alemaniam), seinen Komtur der oberen Häuser Uol. (= Volbert) und die Komture der Häuser Schlatt, Gfenn und Uri mit der Kirche von Hasle im Kanton Luzern zu verfügen, was sie dem Nutzen und der Ehre des Ordens förderlich erachten. Die Urkunde wurde (noch) in Megersheim ausgestellt. Er bestätigte die Transaktion am 7. Januar 1274. Diese Urkunde wurde dagegen zu Breitenbich (Breitenbach) ausgestellt.
Am 3. Januar 1278 stellte Bruder Heinrich, Meister des Lazarus-Ordens in Deutschland und die Brüder in Breitenbich eine Urkunde aus, dass sie dem Kloster Reifenstein drei Hufen bei Elberigerode (Wüstung Elbelingerode/Elblengerode/Ebelrode, knapp 800 m östlich von Hüpstedt) übereignet und dafür anderthalb Hufen bei Germeroth und eine Hufe bei Zella erhalten haben.
Am 3. August 1278 verkaufte Bruder Heinrich (von Graba), der Meister aller Lazaritenhäuser in Deutschland (Alemania(m)) mit Willen des Generalkapitels neun Acker Land bei Breitenbich an den Deutschordenshof in Mühlhausen. Zeugen bei dieser Übertragung sind der Kommendator von Breitenbich, ein (weiterer) Bruder Heinrich (Henricus) (sicher nicht der Präzeptor der Ordensprovinz Alemannia) und ein Bruder Ernestus, ebenfalls aus Breitenbich sowie die Deutschordensbrüder Gernotus und Henricus de Kornere. Sehr wahrscheinlich lagen diese neun Acker Land östlich des Mühlhäuser Landgrabens.

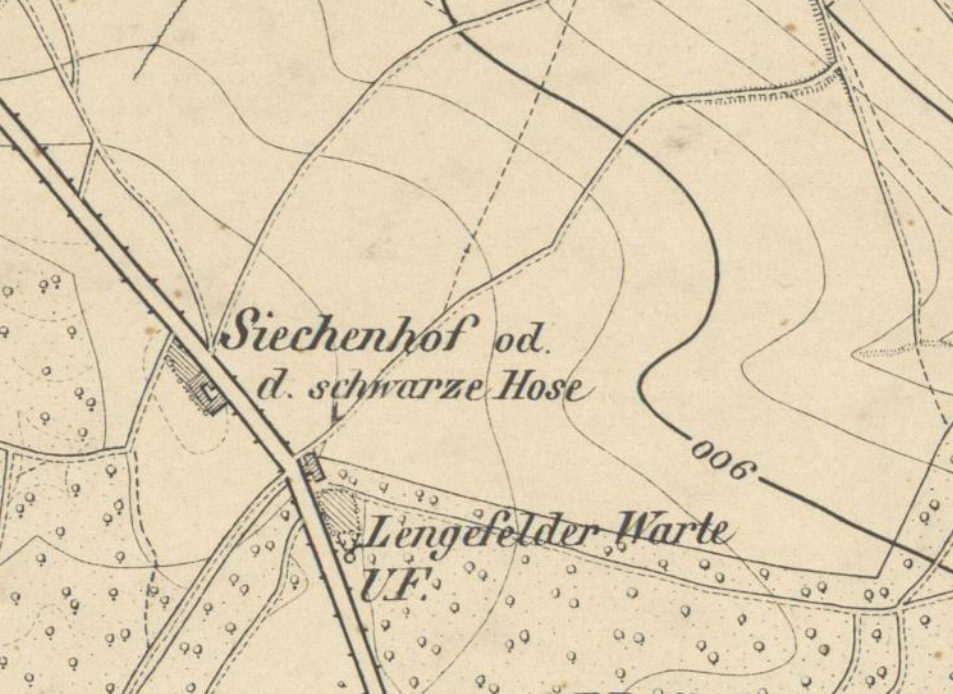
Gasthaus Siechenhof oder schwarze Hose bei der Lengefelder Warte des Mühlhäuser Landgrabens. Ausschnitt aus der Topographischen Karte 1:25.000 Mühlhausen 4728 von 1868

An die Kommende Breitenbich angeschlossen war auch ein Ordenshaus/-hof in Helmsdorf. Am 24. Februar 1283 schenkte Albert Graf von Gleichen dem Lazarus-Orden als Beihilfe für die Unterhaltung seiner neuen Ansiedlung Helmsdorf das Patronatsrecht über die dortige Kirche sowie die Kapelle in Wolcrameshausen (wüst, heute Wolkramshäuser Mühle bei Helmsdorf) mit sämtlichem Zubehör. Außerdem übertrug er dem Lazarus-Orden die Fischweide und das Jagdrecht „in confinio Eychisfelt“ und bestätigte dem Orden seine bisherigen sowie die noch zu erwerbenden Besitzungen. Außerdem befreite er die Ordensniederlassung von der Aufsicht seiner Vögte. Nach Levin von Wintzingeroda-Knorr lag der Ordenshof von Helmsdorf wohl an der Stelle des Gasthauses Siechenhof oder auch Schwarze Hose genannt, unmittelbar westlich der Lengefelder Warte des Mühlhäuser Landgrabens. Das Gasthaus war im 19. Jahrhundert eine wichtige Einkehr-, Aus- und Umspannstation für Frachtfuhrwerke an der Straße auf der rechten Seite des Unstruttales. An älteren Gebäuden hatte schon im 19. Jahrhundert sich nichts erhalten, schreibt schon Levin von Wintzingeroda-Knorr im Jahr 1903. Das Gasthaus wurde nach dem 2. Weltkrieg abgebrochen. Die Lage des vermuteten Siechenhofes passt auch zur Lage der 20 Acker Feld im Appental, die 1369 gegen 20 Acker Land des Klosters Anrode gelegen uff dem Hagin getauscht wurde. Das Appental lag westlich und südwestlich anschließend an den Siechenhof. Andererseits wird in den Urkunden die direkt Breitenbich betreffen kein Hospital erwähnt.
1312 traten die Grafen von Gleichen(stein) auch das Patronatsrecht über die Kirche in Horsmar an die Kommende Breitenbich ab. Am 21. März 1313 bestätigte Papst Clemens V. den Kommendatoren und Brüdern des Ritterordens S. Lazarus in Breitenbich, die ihnen von den Brüdern Albert und Hermann Grafen zu Gleichen übertragenen Patronatsrechte der Kirchen von St. Pankratius zu Horsmar und St. Peter zu Helmsdorf.
Am 12. Januar 1315 (pridie idus Ianuarii) verkauften Bruder Heinrich von Topelsteyn, Landkomtur in Thüringen und Bruder Bertoldus Culhopphe, Komtur in Breitenbich einen Wald bei Bevestete (Beberstedt) und sechzehn Acker im Feld Azelenrode (wüst gefallen, bei Beberstedt) für acht Mark Silber weniger einen Ferto an den Abt und Konvent des Zisterzienserklosters Reifenstein. In der Urkunde werden auch ein Bruder Eberhardus und ein Priester Johannes im Domus in Helmboldendorph genannt.
Nach Bernhard Opfermann kam die Kommende Breitenbich 1294 unter Mainzische Oberhoheit und musste 1358 an das Mainzer Amt Gleichenstein folgende Naturalabgaben liefern: zur Herbstbede vier Malter Korn und vier Malter Hafer, zur Fastenzeit ein Malter Erbsen, zu Ostern zwei Lämmer und ein Eimer Butter, und zu den vier Hauptfesten insgesamt 16 Malter Käse. Außerdem mussten Dienste erbracht und Herberge für die Mainzer Amtleute zur Verfügung stellen. Außerdem war der Hof Gerichtsort.
1369 vertauschte der Kommendator Günther Stos zu Breitenbich, zugleich Landkomtur des Lazarus-Ordens 20 Acker Feld beim Appenthal, die zum Ordenshof Helmsdorf gehört hatten, gegen 20 Acker Land des Klosters Anrode gelegen uff dem Hagin. Die Benutzung der Vergangenheitsform die unse waren und zu unsir Wedeme horten zu Helmboldesdorf lässt darauf schließen, dass der Ordenshof zu Helmsdorf 1369 bereits aufgegeben worden war. Die Urkunde gibt auch einen Hinweis darauf, dass die Kommende Breitenbich und das ehemalige Zisterzienserinnen-Kloster Breitenbich wahrscheinlich nicht an derselben Stelle lagen, denn die ehemalige Klosterstelle im Rosenhagen verblieb anscheinend bis 1369 im Besitz des Klosters Anrode.
1378 verpfändete Bruder Bertold, Landkomtur in Thüringen und Kommendator in Gotha fünf Hufen Land bei dem Rosenhagen bei Breitenbich für 40 Pfund Mühlhäuser Pfennige an Heinrich Knorre und dessen Nachkommen. Dabei wird auch der Kommendator Johannes von Huppinghestete eyn Prister und eyn Kummenthur zu Breytenbech genannt.
Mit der Bulle Cum solerti meditatione pensamus vom 28. März 1489 hob Papst Innozenz VIII. den Lazarus-Orden auf und vereinigte ihn mit dem Johanniterorden. Bis 1492 war der Hof wohl an die Johanniterkommende Gotha übergegangen. In einer Urkunde von 1519 schreibt Johann Rösner, der damalige Kommendator der Johanniterkommenden Wildungen und Wiesenfeld, dass die Kommende Gotha vor 27 Jahren (also 1492) an die Johanniter übergegangen sei. Zwar war Johann Rösner bis 1518 formell Kommendator der nunmehr dem Johanniterorden gehörenden Kommende Gotha, Er hatte aber seinem Stellvertreter Peter Klopstein weitgehend die Amtsgeschäfte überlassen.
1503 setzte Peter Klopstein Heinrich Schmiedt(en) als Wirtschafter auf den Hof in Breitenbich gegen einen Jahreszins von 14 Gulden. 1518 überließ er den Hof in Breitenbich dem Heinrich Schmiedt(en) auf Erbpacht gegen nun 10 Gulden jährlicher Pension und Übernahme sämtlicher Verpflichtungen und Lasten. 1519 bestätigte Johann Rösner ehemaliger Kommendator der Kommenden Johanniterkommende Wildungen und Johanniterkommende Wiesenfeld den Erbpachtsvertrag. 1533 gab Heinrich Schmiedt den Erbpachtsvertrag über Breitenbich von 1518/19 zurück und erhielt den Hof als Lehen vom Rat der Stadt Gotha. 1535 bestätigte Herzog Johann Friedrich den Erbpachtsvertrag.
1542 verzichteten die Erben des Heinrich Schmiedt, Justus und Ciliax Schmid gegen Zahlung von 400 Gulden auf die Belehnung mit dem Hof. Der Erzbischof von Mainz behauptete jedoch die obere und niedere Gerichtsbarkeit in Breitenbich.
1543 verkauften die Kommissarien des damaligen Kurfürsten und Erzbischofs von Mainz Albrecht von Brandenburg, Friedrich Merum, Pfarrer und Superintendent, Melchior von Wechmar, Befehlshaber in Reinhardsbrunn und der Rat der Stadt Gotha den Hof in Breitenbich an die Brüder Hans und Wilhelm Knorre von Sollstedt für 1800 Gulden. Davon sollten 700 Gulden bar bezahlt werden, 600 auf kommenden Michaelistag gezahlt werden und 500 Gulden auf zehn Jahre stehen bleiben und mit 5 Prozent verzinst werden. Die erste Zinszahlung sollte am Michaelistag 1545 beginnen. Das Patronatsrecht über die Kirchen zu Dachrieden, Horsmar und Helmsdorf verblieb jedoch beim Rat der Stadt Gotha.
Das Gut hatte damals eine Größe von 784 Morgen Land und 120 Morgen Wald. Die Familie Knorre behauptete den Besitz bis nach 1900; es wurde dann in Teilen verkauft.

## Landkomture
- 1267 Burkard gen. v. Salza,  Prokurator und Meister der Lazaritenhäuser in Thüringen[25]
- 1270 Henricus, commendator[26]
- 1315  Heinrich von Topelsteyn, Landkomtur in Thüringen[16][7]
- 1369 Günther Stos, Kommendator von Breitenbich und Landkomtur[5]
- 1378 Bruder Bertold, Landkomtur und zugleich Kommendator in Gotha[18]
- 1430–40 Henricus Stopil, Landkomtur[27][28]
- 1478–82 Conrad Flinßbergk, Landkomtur[29][30]
- 1483–87 Matthäus Eichhorn, Landkomtur[31][32]

## Komture/Kommendatoren von Breitenbich
- 1267 Bruder Reinhardus, provisor[3]
- 1278 Bruder Heinrich, Kommendator[10]
- 1315 Bertoldus Culdopphe, Kommendator[16]
- 1369 Günther Stos, Kommendator und Landkomtur[5]
- 1378 Johann von Huppingstete, Priester und Kommendator[20][18]
- 1437 Johann Pinckernal, Kommendator[27]
- 1503–1518 Heinrich Schmiedt, Verwalter[21]